# Захват Маракайбо
Захват Маракайбо — захват испанского города Маракайбо на побережье одноименного озера, произведённый в 1666 году французским флибустьером Франсуа Олоне совместно с майором д’Артиньи (Мигелем Баском).
В начале похода они захватили два испанских галеона; один на северном побережье Эспаньолы, 16-пушечный торговый корабль, направляющийся из Пуэрто-Рико в Новую Испанию с грузом какао и драгоценностей. В трюмах корабля были найдены 120 тысяч фунтов какао, 40 тысяч пиастров и драгоценностей на 10 тысяч песо. Л’Олонэ отослал корабль на Тортугу, чтобы там разгрузить его и привести на остров Саону, и ещё один, шедший из Куманы (Венесуэла) с оружием и жалованьем для гарнизона Санто-Доминго. На нём было обнаружено 8 пушек, 7 тысяч фунтов пороха, мушкеты, фитили и 12 тысяч пиастров. Высадив пленных испанцев на берег, Л’Олонэ переименовал свой приз в «Пудриер» («Пороховой погреб») и передал его под командование Антуану дю Пюи.
Город Маракайбо, лежащий на побережье Новой Венесуэлы, находился на берегу озера, соединенного с Венесуэльским заливом только узким проливом, вход в который охранялся укреплённым фортом. После штурма, который продолжался 3 часа, он был захвачен. После этого корабли пиратов вошли в озеро и, высадившись, свободно заняли город, предварительно оставленный его жителями. Последующие две недели они грабили город и охотились в окрестных лесах за сбежавшими жителями. Выяснив, что три четверти населения города сумели перебраться на другой берег озера, в городок Гибралтар, они решили штурмовать и его.
В упорном бою они захватили город. Всего в походе на это поселение участвовало около 400 чел. Разграбив и Гибралтар, пираты потом потребовали выкуп в десять тысяч пиастров, грозя в случае не выплаты спалить город дотла. Получив деньги, флибустьеры вернулись в Маракайбо, где также потребовали выкуп за город в размере 30 000 пиастров, которые и были получены.
Добыча была огромна — 250 000 пиастров наличными плюс на 100 000 пиастров ценностей. Вернулись пираты на Тортугу 1 ноября 1666 года.